# Werbeagentur
Eine Werbeagentur ist ein Dienstleistungsunternehmen, das für Unternehmen und andere Auftraggeber die Beratung, Konzeption, Planung, Gestaltung und Realisierung von Werbe- und sonstigen Kommunikationsmaßnahmen übernommen hat.

## Geschichte
Ursprünglich waren (Werbe-)Agenturen Mittler zwischen Zeitungen und deren Anzeigenkunden: Sie gestalteten für Werbekunden Anzeigen, die in Zeitungen erschienen.
Die Werbekunden zahlten ursprünglich nicht für die Arbeit der Agenturen. Sie zahlten für das Erscheinen ihrer Anzeigen an die Zeitungen. Dafür bekam die Werbeagentur von den Zeitungen Provisionen. Die aus den Anfangszeiten der Werbung stammende Provisionspraxis, nach der die Agenturen zusätzlich zur Bezahlung durch den Kunden Provisionen von Zeitungen, Druckereien usw. beanspruchen, ist umstritten, aber noch heute üblich.
Die erste Agenturengründung fand vermutlich im Jahr 1786 statt, als William Taylor sein Londoner Büro eröffnete und sich im Maidstone Journal als Werbeagent (advertising agent) bezeichnete.
1855 gab es bereits in Altona (heute Hamburg) die Annoncenexpedition Ferdinand Haasenstein, die als unparteiischer Berater des inserierenden Publikums auftrat. Ebenfalls 1855 wurde in Berlin das Institut der Anschlag-Säulen von Ernst Litfaß gegründet.
Am 23. September 1876 gründete William Alexander Wilkens das Centrale Annoncen Büro William Wilkens zur Anzeigenschaltung und Gestaltung. Bereits damals war Full-Service die Maxime des Hauses Wilkens. So konnte man schon damals Mediabuchung, Gestaltung, Texte und Anzeigen buchen. Die Agentur ging 2014 in der US-Agentur FCB auf.
Erste Werbeberater kamen 1895 hinzu, deren Tätigkeit in erster Linie darin bestand Reklame künstlerisch und wirksam zu gestalten und den Kunden vor unnützen Ausgaben zu bewahren.
1920 entstanden Advertising Service Agencies. So wurde zum Beispiel aus der Werbeabteilung von Lever die Lintas (Lever International Advertising Service). Pioniere im deutschen Markt waren Lintas, McCann Erickson und J. Walter Thompson. Die 1924 von Max Burchartz und Johannes Canis gegründete Agentur werbebau wurde vom Bauhaus beeinflusst und die erste moderne Werbeagentur in Deutschland.
Im Jahr 1950 hat parallel zum sogenannten Wirtschaftswunder die vierte Gründungswelle mit einem stetigen Wachstum bis 2001 begonnen.
1990 hat mit dem Internet und unter stärkerer Beachtung des Dialog-Marketings der Aus- und Umbau der Werbeagentur zu Kommunikationskonzernen begonnen, die alle Disziplinen wie Werbung, Internet, Dialog, PR, Promotion unter einem Dach gleichwertig zu konzertieren versuchen.

## Arten von Werbeagenturen
Die klassische Form der Werbeagentur bietet Leistungen rund um die sogenannte klassische Werbung auch „ATL – Above the Line“ an. Damit sind Werbemaßnahmen in den Massenmedien gemeint:
- Zeitungswerbung (Anzeigen in Zeitungen, Zeitschriften)
- Außenwerbung (Plakate, Blow-Ups etc.)
- Rundfunkwerbung (Fernseh- und Radiowerbung)
- Fernsehwerbung
- Kinowerbung
- Schilder- und Lichtreklamehersteller

Mittlerweile haben sich neben den Full-Service-Agenturen, welche die klassische Above-the-line-Werbung abdecken, zahlreiche Geschäftsmodelle herausgebildet, die ausschließlich oder zusätzlich Leistungen für spezielle Bereiche „Below-the-line“ aus Kreation und Beratung anbieten:
- Internet (E-Mail Promotion)
- Public Relations
- Corporate Design
- Corporate Publishing
- Marketing (darunter z. B. Eventmarketing und Live-Kommunikation, Ambush Marketing, Virales Marketing, Entertainment Marketing)
- Direktwerbung
- Point of Sale
- Business-to-Business
- Ambient Media
- Finance Communication

## Organisationsformen
Werbeagenturen treten als Einzelagenturen oder als so genannte Agentur-Netze, also Unternehmen mit vielen „Filialen“ auf. Sonderfälle sind die so genannten Hausagenturen großer Unternehmen (bsp.: Unilever – Lintas (nicht mehr existent)).
Die klassische Werbeagentur ist die inhabergeführte, bei der der Eigentümer zugleich Geschäftsführer ist. In der Regel gibt es mehrere Inhaber. Daher auch die häufige Namensgebung nach dem Muster „Maier & Müller“.
Durch die Beteiligung an der Agentur soll der gewöhnlich kurzen durchschnittlichen Verweildauer der kreativen Mitarbeiter von unter zwei Jahren entgegengewirkt werden. Daher sind Unternehmensbezeichnungen wie „Maier, Müller & Partner“ recht häufig.
Aus einigen Einzelagenturen haben sich regelrechte Werbeimperien entwickelt. Berühmtestes Beispiel dafür ist vielleicht Ogilvy & Mather. Ab einer bestimmten Größe ist wie bei anderen Unternehmen eine gewisse Tendenz zum Wachstum durch Fusion zu beobachten.

## Gliederung des Agenturmarktes
Großagenturen und internationale Networks
Mitarbeiter > 100
Gross Income > 10 Mio. €
Etatgröße: ca. 3 Mio. €
Anzahl Etats > 30
Mittelgroße Agenturen
Mitarbeiter 10–100
Gross Income 1–10 Mio. €
Etatgröße: < 1 Mio. €
Anzahl Etats > 15–50
Kleine Agenturen
Mitarbeiter < 10
Gross Income < 1 Mio. €
Etatgröße: ca. < 0,4 Mio. €
Anzahl Etats > 3–20

## Die größten Werbeagenturen

### Weltweit
Die größten Werbeholdings der Welt sind derzeit Omnicom Group, Inc., New York und WPP Group, UK. So lenkt Omnicom z. B. über 1000 Werbeagenturen in mehr als 100 Ländern, die 1997 Werbung für über 22 Mrd. Dollar produzierten. Unter ihnen sind z. B. BBDO, DDB Worldwide und TBWA. Das größte europäischstämmige Netzwerk ist Publicis aus Frankreich.

### Deutschland
In Deutschland gibt es zurzeit 12.000 Werbeagenturen. Davon sind nur ca. 3.000 im Handelsregister eingetragen. Jeder Gewerbetreibende kann sich „Werbeagentur“, „Textagentur“, „Kommunikationsagentur“ o. Ä. nennen, denn diese Bezeichnungen sind keine geschützten Begriffe.
Die Rangliste nach Gross Income der 50 größten inhabergeführten Werbeagenturen wird jährlich von den Zeitschriften HORIZONT, Werben & Verkaufen (w&v) und dem GWA erstellt.
Die größten in der Bundesrepublik Deutschland tätigen Werbeagenturen 1987
| Werbeagentur                          | Nettoeinnahmen in DM | Mitarbeiter |
| ------------------------------------- | -------------------- | ----------- |
| TEAM/BBDO-Gruppe, Düsseldorf          | 83,5 Mio. DM         | 463         |
| Lintas Deutschland, Hamburg           | 81,7 Mio. DM         | 412         |
| McCann Erickson, Frankfurt am Main    | 69,6 Mio. DM         | 428         |
| Ogilvy & Mather, Frankfurt am Main    | 69,3 Mio. DM         | 389         |
| Young & Rubicam, Frankfurt am Main    | 55,7 Mio. DM         | 325         |
| Grey Global Group, Düsseldorf         | 54,7 Mio. DM         | 314         |
| J. Walter Thompson, Frankfurt am Main | 53,4 Mio. DM         | 345         |

Die größten inhabergeführten Werbeagenturen in Deutschland 2020 (Agentur-Ranking nach gemeldetem Netto-Honorarumsatz):
| Werbeagentur                                             | Netto-Honorarumsatz in Euro |
| -------------------------------------------------------- | --------------------------- |
| Serviceplan Gruppe für innovative Kommunikation, München | 328,95 Mio.                 |
| Jung von Matt, Hamburg                                   | 82,57 Mio.                  |
| Hirschen Group, Hamburg                                  | 77,56 Mio.                  |
| fischerAppelt, Hamburg                                   | 69,3 Mio.                   |
| Pilot Agenturgruppe, Hamburg                             | 48 Mio.                     |
| MC Group, Berlin                                         | 44,67 Mio.                  |
| Achtung Gruppe, Hamburg                                  | 36,00 Mio.                  |
| Edelmann, Frankfurt                                      | 29,92 Mio.                  |
| Grabarz & Partner, Hamburg                               | 21,6 Mio.                   |
| Pahnke Group, Hamburg                                    | 21,28 Mio.                  |
| KNSKB+, Hamburg                                          | 16,16 Mio.                  |
| Familie Redlich, Berlin                                  | 15,69 Mio.                  |
| Wefra, Neu-Isenburg                                      | 15,63 Mio.                  |
| Wiethe, Georgsmarienhütte                                | 15, 43 Mio.                 |
| UGW, Wiesbaden                                           | 14,57 Mio.                  |
| Schaller & Partner, Mannheim                             | 12, 52 Mio.                 |
| Palmer Hargreaves, Köln                                  | 12, 51 Mio.                 |
| Queo, Dresden                                            | 11,07 Mio.                  |
| Markenzeichen Group, Chemnitz                            | 10,08 Mio.                  |
| WESEBO Werbeagentur, Frankfurt                           | 8,00 Mio.                   |

## Agenturpersonal
Im Laufe der Zeit haben sich gewisse Standard-Strukturen herausgebildet, die in mehr oder weniger variierter Form in den meisten Agenturen zu finden sind.
Allerdings sind, wie im gesamten Dienstleistungssektor, die unten aufgeführten Berufe in Reinform und mit immer den gleichen Aufgaben immer seltener zu finden. Der Trend geht in Werbeagenturen zur Akademisierung, obwohl auch Quereinsteiger Berufsmöglichkeiten haben.

### Kontakt/Beratung
Berater, auch Kontakter genannt, stellen das Bindeglied zwischen Agentur und Kunden dar und sind für Ziel-, Budget und Termineinhaltung zuständig.
Je nach Hierarchie und Qualifikation sind Kontakter eher ausführend oder auch beratend tätig. Seniorberater übernehmen häufig die strategische Konzeption für den Kunden und sind agenturintern auch für die Akquisition von Neukunden zuständig.
Voraussetzung für diesen Beruf ist nicht immer ein Studium. Ein betriebswirtschaftliches Studium mit Schwerpunkt Marketing, Medien oder Kommunikation kann jedoch von Vorteil sein. Spezielle Studiengänge oder berufsbegleitende Weiterbildungsangebote, die meist über einen Zeitraum von ein bis zwei Jahren gehen, existieren. Als Beispiel sei an dieser Stelle der Kommunikationswirt genannt. Einstiegsgehälter liegen je nach theoretischen und praktischen Vorkenntnissen zwischen 20.000 und 36.000 Euro pro Jahr.
Der Kontakt gilt als Job für „Diplomaten“. Agenturmitarbeiter (beispielsweise Kreative) und Kunden sprechen – vorsichtig formuliert – „nicht immer“ die gleiche Sprache. Der Kontakt fungiert daher auch als Moderator zwischen den Projektbeteiligten.

### Account-Planning
Account-Planning ist eine Disziplin in einer Werbeagentur. Sie setzt sich mit dem sogenannten „Creative Briefing“ der Kreativabteilung auseinander und/oder ist für die Kontrolle oder Erstellung der Kommunikationsstrategie zuständig.
Zum einen geht es also um das „Übersetzen“ und Reduzieren des Kundenbriefings – idealerweise auf nur noch einen sogenannten Planningsatz. Zum anderen geht es um die Klärung der berühmten Lasswellschen Frage: „Wer sagt was zu wem mit welcher Absicht und über welchen Kanal?“ Wobei die Wahl des Kanals nicht Gegenstand des Account-Plannings ist, sondern Gegenstand der Mediaplanung oder des Channel-Plannings.
Manche Agenturen unterscheiden nach Account-Planning (Fokus: Creative Briefing) und Strategic-Planning (Fokus: Strategie). Generell werden die Begriffe Account-Planning, Strategic-Planning, Planning oder auch Strategische Planung synonym verwendet. Abzugrenzen ist der Begriff gegen die strategische Unternehmensplanung. Wesentlicher Unterscheidungspunkt ist, dass Account-Planning lediglich die Kommunikation und Marke, nicht aber das gesamte Unternehmen in all seinen Funktionen betrachtet. Der Einsatz von Account-Planning limitiert sich auf Launches, Relaunches oder turnusmäßige Überprüfungen einer Marke. Daher verfügen i. d. R. nur mittlere und große Agenturen (> 40 Mitarbeiter) über eigene Planner oder gar Planningabteilungen. Account-Planning stellt die jüngste Disziplin innerhalb der Werbung dar und wird als dritte Säule neben Beratung und Kreation bezeichnet. Die Gründung geht auf englische Agenturen in den sechziger Jahren zurück. Ausgangspunkt war dabei der Wechsel vom Nachfrager- zum Anbietermarkt und der resultierende zunehmende Augenmerk auf den Endkunden. In Deutschland spielt „Planning“ seit Mitte/Ende der 1980er Jahre eine Rolle. Die Tätigkeit erfordert in aller Regel das Studium der Betriebswirtschaftslehre (Marketing) und/oder Soziologie und/oder Psychologie. Daneben gibt es erfahrene Texter/Konzeptioner oder Berater, die im Laufe ihrer Karriere zum Planning wechseln. Nur wenige deutsche Hochschulen wie bspw. die Berufsakademie Ravensburg haben Account-Planning in nennenswertem Umfang in ihre Lehrpläne integriert.

### Kreation
Die Kreation bzw. Kreativabteilung konzipiert, gestaltet und produziert die Werbemittel für geplante Kommunikationsmaßnahmen. Die Kreativabteilung wird geleitet von einem Creative Director, der für sämtliche kreative Arbeiten innerhalb der Abteilung die Verantwortung trägt.
Ihm unterstehen die Art Directoren, Grafiker, Reinzeichner und Werbetexter. Art Director und Werbetexter/Texter arbeiten meist in einem Team. Den Art Directoren unterstehen wiederum die Grafiker und Reinzeichner.
Der Art Director ist für die komplette grafische Umsetzung verantwortlich, von der Fotografenauswahl bis zur Druckabnahme.

### Weitere Berufe
In kleineren Agenturen arbeiten Kontakter und Texter/Grafiker teilweise in Personalunion. In größeren Agenturen kommt es hingegen zu teils extremen Spezialisierungen.
Viele Mitarbeiter arbeiten selbständig („Freelancer“) und werden je nach Bedarf engagiert, z. B. Produktioner, Illustratoren, Fotografen, PR-Manager.
Auch werden bei großem Projektaufkommen Traffic Manager eingesetzt, die zur Entlastung der Beratung beitragen.
In vielen Agenturen werden Webentwickler sowie Serveradministratoren und Software-Entwickler benötigt.
Aktuell setzt sich eine massive Spezialisierung im Bereich der Onlinewerbung/Onlinemarketing durch. Das hierfür benötigte Wissen und die Technik wird im Allgemeinen nicht durch das Repertoire einer klassischen Werbeagentur abgedeckt, sondern von Spezialisten im Onlinemarketing gewährleistet.

## Kundenakquise
Ein wichtiges, aber nicht objektiv messbares Kriterium für die Wahl einer Agentur ist die sogenannte „Chemie“ der Zusammenarbeit.
Objektiv messbare Kriterien sind: Größe der Agentur und Vorhandensein bestimmter Dienstleistungen oder Abteilungen, definierte Prozesse und transparente Abrechnungen, Mitgliedschaft in Standesorganisationen (z. B. GWA, DDV), Platzierungen in Rankings, Auszeichnungen bzw. Preisgewinne sowie aktuelle Arbeiten und Etatgewinne. Der Standort kann ebenfalls eine wichtige Rolle spielen, beispielsweise, wenn Auftraggeber und Agentur permanent viele physische Dokumente unter hohem Zeitdruck austauschen müssen oder viele Treffen erforderlich sind.
Meist werden Etats über so genannte Agenturpitches (Wettbewerbe) vergeben. Dem Pitch vorangehen dann Screenings, bei denen die Agenturen im persönlichen Gespräch evaluiert werden. Wesentlich seltener werden Agenturen aufgrund von Probeaufträgen oder spontan engagiert. Pitches sind allerdings künstliche Situationen und zudem aufwändig für beide Seiten: Agenturen erarbeiten Strategien und Ideen mit ihren besten Leuten und präsentieren diese sehr aufwändig. Mit der späteren täglichen Arbeit, die meist eher von organisatorischen Fragen geprägt ist, hat ein Pitch wenig zu tun. Manche Auftragnehmer engagieren Pitchconsultants, die bei der Auswahl des richtigen Partners behilflich sind.
Werbeagenturen können einzelne Werbemaßnahmen (beispielsweise Anzeigen, TV-Spots, Plakate) oder ganze Werbekampagnen erstellen. Der Auftrag wird in Form eines Briefings mit dem Kunden abgesprochen.